# 크리스티앙 루부탱

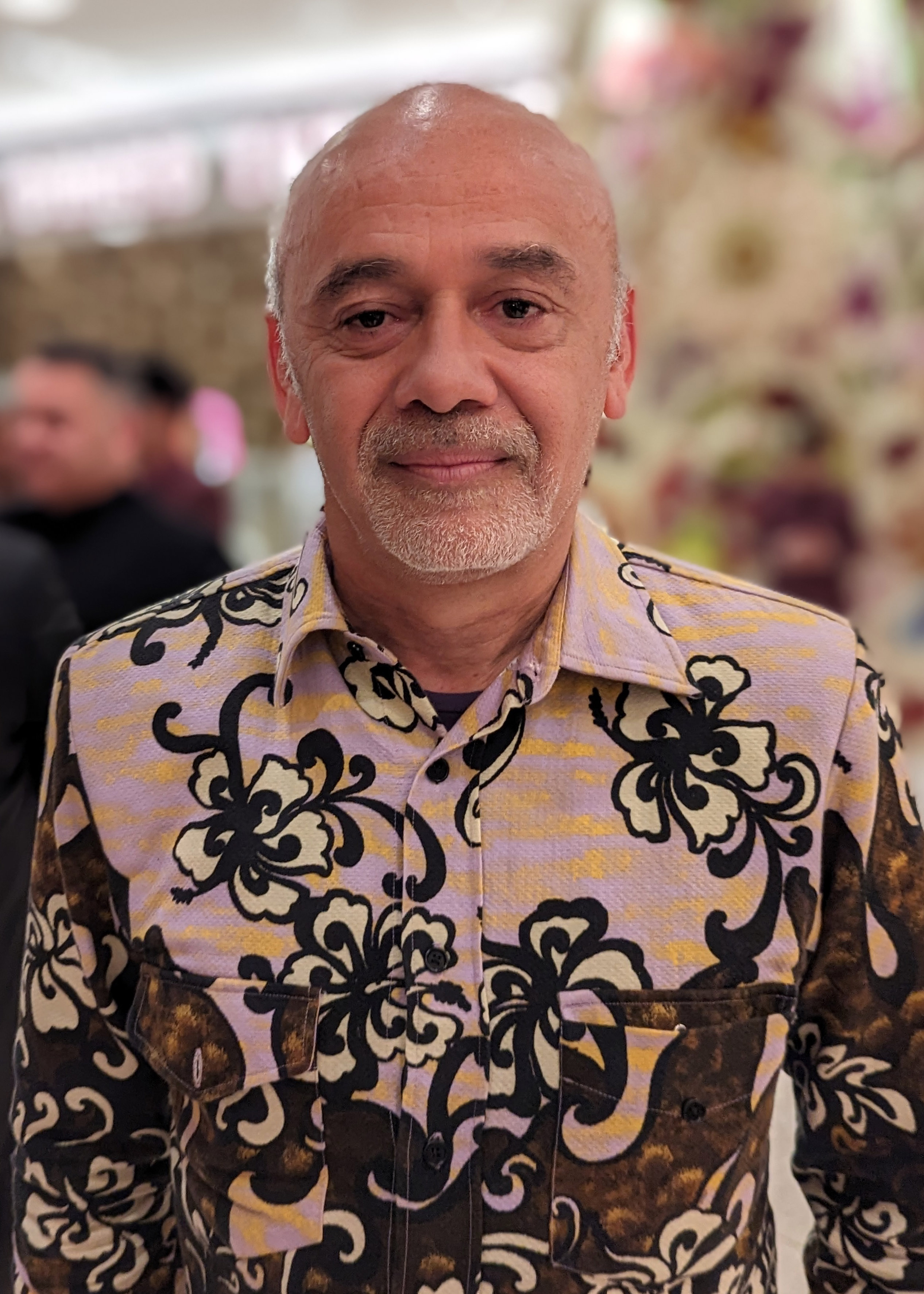
크리스티앙 루부탱

크리스티앙 루부탱(프랑스어: Christian Louboutin, 1963년 1월 7일 ~ )은 프랑스의 패션 디자이너이다. 그의 고급 스틸레토 신발에는 빛나는 빨간색의 옻칠한 밑창을 갖고 있어서 루부탱의 시그니처가 되었다. 처음에는 패션 하우스의 프리랜서 디자이너였던 그는 파리에 자신만의 신발 상점을 시작하였다.

## 대중 문화에서
- 사라 제시카 파커에 의해 묘사된 섹스 앤 더 시티의 등장인물 캐리 브래드쇼는 시즌 3부터 6 사이(대부분은 시즌 3) 루부탱이 디자인한 수많은 켤레의 신발을 신었다.
- 브레이킹 배드에서 리디아는 루부탱의 검은 뾰족구두를 신었다.